# Антон Детлоф фон Шверин
Антон Детлоф фон Шверин (на немски: Anton Detloff von Schwerin); * 15 декември 1600 в Льовиц (част от Духеров) в Мекленбург-Предна Померания; † 11 декември 1658 при Духеров в Мекленбург-Предна Померания) е граф, благородник от род Шверин в Шверин от Мекленбург.
Той е син на Клаус фон Шверин (1567 – 1612) и съпругата му Маргарета фон Красов (ок. 1570 – 1648), дъщеря на Хайнрих фон Красов († пр. 1597) и Доротея фон Норман († сл. 1611). Внук е на Кристоф фон Шверин и Агнес фон дер Шуленбург (* ок. 1525), дъщеря на Георг фон дер Шуленбург и съпругата му фон Арнсберг. Правнук е на Ханс III Боне фон Шверин († сл. 1556) и първата му съпруга Анна фон Бер (* ок. 1545).

## Фамилия
Антон Детлоф фон Шверин се жени на 23 февруари 1633 г. в Путцар за Ердмута София фон Ведел-Фрайенвалде (* 24 юли 1614, Фрайенвалде; † 1675), дъщеря на Юрген фон Ведел (1567 – 1618) и Катарина фон Борке. Те имат децата:
- Анна Кордула фон Шверин (* 30 април 1644; † сл. 1666), омъжена за Корд Детлоф фон Швери (* 7 февруари 1633; † 1696); имат две дъщери
- Улрих фон Шверин (* 18 февруари 1648, Льовиц; † 8 август 1697, Барт), господар в Льовиц, кралски шведски управленски съветник, дворцов хауптман, женен на 15 април 1675 г. в Щолценбург за Анна Лукреция фон Рамин-Щолценбург (* 3 сеотември 1653, Щолценбург; † 24 май 1745, Путцар); имат два сина и две дъщери
- Хелена Сабина фон Шверин (* 27 май 1647; † 18 февруари 1706), омъжена октомври 1675 г. в Льовитц за Ханс Кристоф фон Арним († 28 декември 1709); имат син и дъщеря
- Детлоф фон Шверин (* 8 юни 1650, Льовиц; † 30 август 1707, Путцар), генерал, неженен, заедно с брат си Улрих посещава от 1664 г. университета в Грайфсвалд.